# Nahalal
Nahalal (în ebraică נַהֲלָל) este o așezare de tip moșav din nordul Israelului, în Valea Izreel. A fost, la întemeierea sa, în 1921, cea dintâi cooperativă agricolă de tip „moșav ovdim”.
Are o suprafață de 8,7 kmp și o populație de circa 1300 locuitori. Nahalal face parte din Consiliul Regional al Văii Izreel și din Mișcarea moșavurilor. Satul cuprinde 75 gospodării agricole veterane și încă 75 noi, care au fost puse în valoare începând din anul 2019. Localitatea este renumită pentru planificarea ei de către arhitectul Richard Kauffmann în forma unei roți  cu spițe și cu cercuri concentrice. Mosavul este specializat in creșterea animalelor și cultivarea citricelor.

## Numele
Moșavul a fost denumit după numele localității biblice Nahalal, care este menționată în Cartea Iosua Navi 19,15 (ebr. Yehoshua) ca făcând parte din teritoriul alocat tribului Zebulon.
„קַטָּת וְנַהֲלָל וְשִׁמְרוֹן וְיִדְאֲלָה וּבֵית לָחֶם עָרִים שְׁתֵּים עֶשְׂרֵה וְחַצְרֵיהֶן”
„Mai departe: Catat, Nahalal, Șimron, Idala și Betleem: douăsprezece cetăți cu satele lor”

De asemenea în Cartea Judecătorilor1,30, sub forma „Nahalol” - menționându-se că așezarea a mai fost locuită de canaaneni și după perioada cunoscută în tradiția biblică ca a cuceririi Canaanului de către israeliții sub conducerea lui Iosua Ben Nun.

„"זְבוּלֻן לֹא הוֹרִישׁ אֶת יוֹשְׁבֵי קִטְרוֹן וְאֶת יוֹשְׁבֵי נַהֲלֹל וַיֵּשֶׁב הַכְּנַעֲנִי בְּקִרְבּוֹ וַיִּהְיוּ לָמַס"”
„Zabulon încă n-a izgonit pe locuitorii Chitronului și pe locuitorii Nahalolului; și au locuit Canaaneii în mijlocul lor și le-au plătit bir.”
În perioada Mișnei și a Talmudului a ființat în acest loc așezarea evreiască Mahalul, identificată de învățații evrei de pe vremuri cu Nahalal-ul biblic :
„Katat - Ktinit, și Nahalal -Mahalul, și Șimron - Simoniya și Irala - Huriya, Beit Lehem - Beit Lehem Țarie.. ”
 (Talmudul ierusalimic, Meghila 81,61). Mahlul este menționat în sursele iudaice ca fiind un orășel de unde, ca și de la Migdal Tzevayie și Tzipori (Sepphoris) era trimisă zeciuiala la Templul din Ierusalim
Una din ipotezele cu privire la sursa numelui face referință la „nahalol” - una din speciile de spini amintiți în Biblie 
„ובכל הנעצוצים ובכל הנהללים În locul spinilor va crește Chiparosul și în locul urzicii va crește mirtul ”
 (Isaia 55, 13) 
Numele a rămas prezervat în cel al satului arab Maalul (la est-sud de Timrat) care a fost părăsit în timpul Războiului din 1948-1949. Dupa alta opinie, Nahalul antic ar corespunde loculuil Tel Nahal.

## Poziție geografică
Nahalal se află în districtul de nord al Israelului, în subdisrictul Izreel (Afula), pe marginea de nord a Văii Izreel (Esdraelon), la 3 km vest de orașul Migdal Haemek  și de If'at, la nord-vest de Ramat David, la est de Beit Shearim

## Relieful
Moșavul Nahalal a fost creat pe o colină joasă de circa 100 metri altitudine. relieful din jur este cel al câmpiilor Văii Izreel.

## Clima
La Nahalal media anuală a precipitațiilor este de 530 mm. Iarna, în unele zile, temperatura noaptea poate coborî sub zero grade Celsius.  
Nahalal se află la o altitudine medie de 91 metri deasupra nivelului mării.

## Transporturi
În apropierea localității trece șoseaua Haifa-Afula.

## Istorie

### Antichitate
În zonă se găsesc vestigii arheologice din Epoca Bronzului,Epoca Fierului,Imperiul persan ahemenid, epoca elenistică, romană și bizantină.
S-a găsit pe o stâncă o inscripție antică ebraică cu cuvântul Shabat (sâmbătă), provenind probabil din așezarea Nahalal sau Shimron 

### Imperiul Otoman
În 1517 odată cu cucerirea Palestinei de către turci, un sat arab numit Maalul a intrat în stăpânirea otomană.
Rabinul Josef Schwarz ar fi identificat în el localitatea biblică Nahalal.

### Administrația britanică în Palestina
Locuitorii satului Maalul au luat de mai multă vreme în arendă pământul de la familia moșierilor Sursuk care ședea la Beirut.
În anul 1921 familia Sursuk a vândut aproape toate pământurile din localitate, 1600 hectare, unei organizații sioniste,pastrandu-si numai 200 hectare. ,

#### Moșavul Nahalal

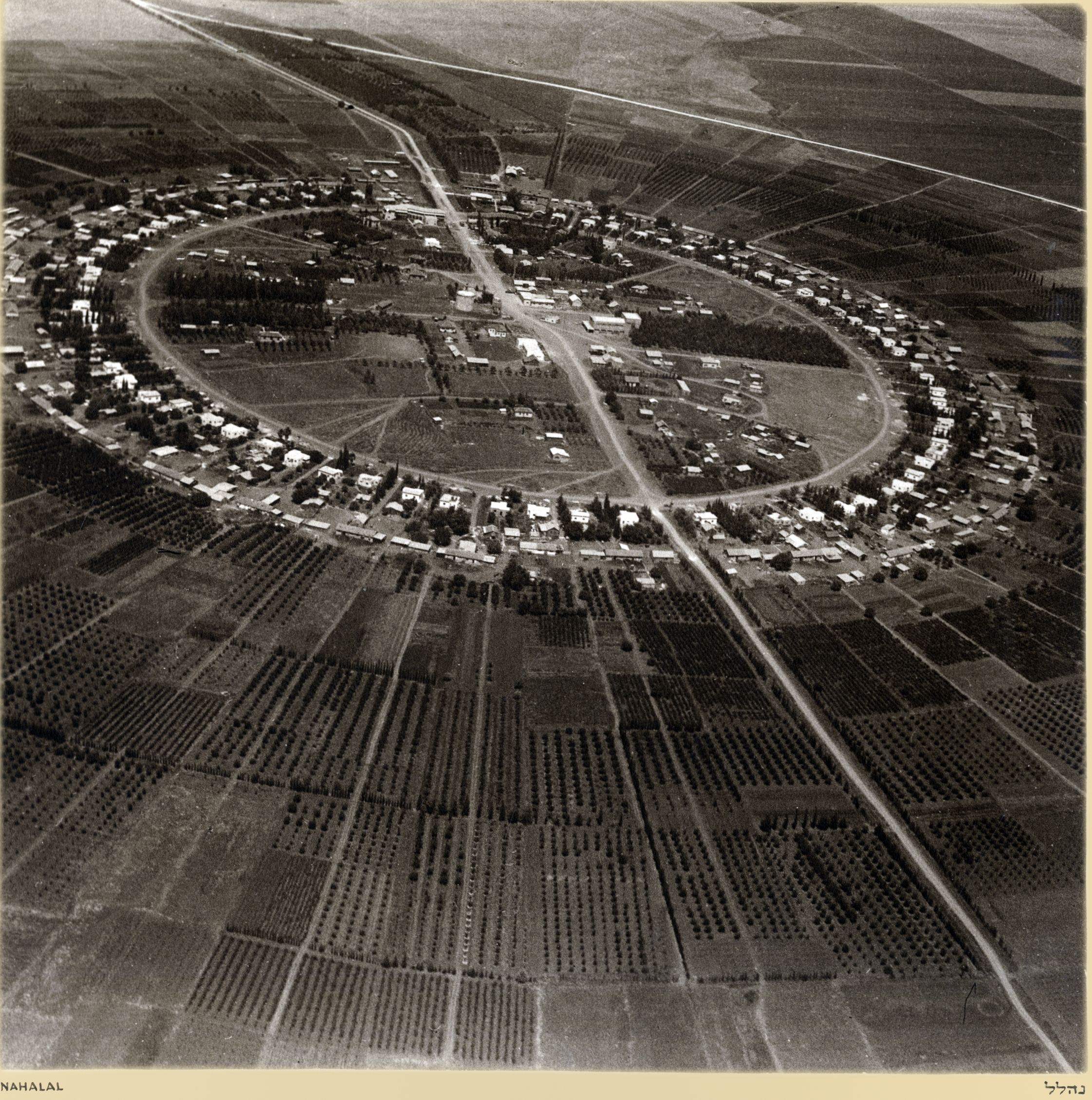
Fotografie a localității în anii 1938-1939. Autor:Zoltan Kluger

Pe pământurile achiziționate s-au așezat coloniști evrei veniți între anii 1904-1914 din Europa de est în cadrul a celei de-a Doua Aliya (al doilea val de imigranți evrei), la sfârșitul dominației otomane.  Acestora li -au alăturat și imigranți din cel de-al III-lea val (1919-1923). Adepți ai mișcării ilsocial-democrate sioniste Hapoel Hatzair, au lucrat mai întâi în kibuțuri, în ferme agricole private și în moșavuri și au vrut să creeze un cadru cooperativ diferit de kibuț, cu asocierea veniturilor menținând, însă, intactă gospodăria familială.
Întemeietorii așezării, majoritatea familiști și deja cu experiență în munca agricolă, s-au asociat în anul 1919 cu prilejul conferinței partidului Hapoel Hatzair în moșavul Kineret și au asimilat planul lui Eliezer Yaffe care a propus îmbinarea tipului de așezare privată cu cel de cooperativă. Între ei s-a aflat un grup de kibuțnici din Degania Alef în frunte cu Shmuel Dayan.
Ei au descins la 11 septembrie 1921 pe pământurile ce le-au fost conferite de Fondul Național Evreiesc (Keren Kayemet). Privind pământul alocat de pe deal, au băgat de seamă că părâiașele Ayn al Mudawara (la est), Ayn al Baisa (la sud) și Ayn al Shekh (la sud-vest) au transformat terenurile din vale în mlaștinile numite Ayn al Baisa, care atrăgeau țânțarii anofeli purtători de malarie. Momentan, ei s-au așezat pe povărnișul de vest al Munților Nazaretului, pe un deal, lângă Tell Samunyie (în ebraică Tel Shimron), lângă satul Maalul. și pe care l-au numit Ghivat Hakibush. Experți au avertizat pe coloniști să nu se așeze în aceste locuri, și le-au povestit despre eșecul unei încercări de colonizare precedentă a unor germani protestanți cu 54 ani înainte. Și medicul dr Hillel Yaffe a încercat cu vorbe aspre să-i convingă invocând pericolul malariei. Coloniștii evrei, veniți în a Doua și a Treia Aliya nu s-au lăsat speriați și au coborât în vale. Sub conducerea inginerului Yosef Breuer (originar din Ungaria) evreii au secat bălțile și mlaștinile, apoi au amenajat pamânturile - unde au creat terenuri arabile și livezi de citrice - și le-au împărțit în 80 parcele egale: 77 pentru membrii cooperativei, iar trei pentru școala agricolă.   
Planul moșavului, așa cum a fost proiectat de arhitectul Richard Kauffmann în 1921 a devenit un model pentru multe moșavuri întemeiate înainte de 1948. 
El se baza pe cercuri concentrice, având clădirile publice (birouri, servicii, magazii și școala) în centru, locuințele persoanelor care nu se ocupau cu agricultura (meșteșugari, profesori etc) în jurul centrului, apoi o stradă în formă de inel mărginită de casele agricultorilor, iar dincolo de acestea, cercuri de grădini și ogoare. 
După un recensământ britanic din 1922 în Nahalal locuiau în acel moment 437 evrei. 
La 22 decembrie a avut loc un atentat săvârșit de membri ai organizației șeicului arab Izzaddin al Kassam care au aruncat o bombă într-o casă, omorând pe săteanul Yosef Yaakobi și pe copilul său de 9 ani,

### Moșav ovdim
Principiile cooperativei de tip moșav ovdim au fost formulate în 1919 de către unul din fondatorii așezării Nahalal și fondatorul cooperative Tnuva, Eliezer Yafe, precedat de Itzhak Wilkanski, care le-a dezbătut în articole in gazeta partidului sionist social-democrat Hapoel Hatzair (Tânărul Muncitor):
1/pământ național, solul aparținând instituțiilor nationale; 2/muncă proprie (după 1948 s-a permis angajarea de persoane din vecinătate, ca de exemplu noi emigranți evrei din taberele numite maabarot) 3/ajutor reciproc 4/ achiziții și vânzări în comun.
În urma crizei economice care a lovit așezările agricole din Israel la finele secolului al XX-lea și începutul secolului al XXI-lea moșavul Nahalal a renunțat la o parte din principiile fondatoare ca de pildă, garantia reciprocă (anulată în anul 1991 ), comercializarea în comun a produselor și interzicerea muncii salariate.

## Economia
Fiecare gospodărie din moșav cuprinde 10 hectare, majoritatea irigate, din care 1,7 hectare sunt lucrate în comun.
Ramurile agricole cuprind creșterea animalelor - a bovinelor pentru lapte și carne, a ovinelor pentru carne și lapte, a curcanilor pentru carne a găinilor pentru carne și ouă, piscicultură, câteva plantații de nuc, livadă de citrice, culturi de bumbac, grâu, sorg  și trifoi pentru nutreț și alte culturi sezoniere.    
În inceputul secolului al XXI-lea mulți agricultori au fost nevoiți să se întrețină  din ocupații alternative sau suplimentare, ca profesii libere sau din diverse inițiative private 

## Învățământul
În localitate functionează instituții de învățământ variate:grădinițe de copii, o școală elementară regională în mijlocul așezării și o școală medie - liceu regional aflat în Satul de tineret agricol al WIZO (Organizația mondială a Femeilor Sioniste)

## Obiective însemnate
- Seminarul de învățători și educatoare
- Școala agricolă de fete Hanna Meisel a organizației WIZO (înființată în 1923) - astăzi sediu al liceului [13]
- Cimitirul din Nahalal - pe colina de lângă Tel Shimron, incluzând mormintele lui Moshe Dayan și Ilan Ramon

## Personalități
- Ram (Rami) Ben-Barak (n.1958), fost director al Mossadului și politician de centru, ministru
- Moshe "Muki" Betser (n. 1945), militar, luptător de comando
- Assi Dayan (1945–2014), regizor si actor de cinema, fiul lui Moshe Dayan
- Moshe Dayan (1915–1981), general și om politic, șef al statului major în timpul Crizei Suezului, ministru al apărării și ministru de externe al Israelului - născut la Degania, a copilărit la Nahalal
- Ruth Dayan (născută Schwartz,1917-2023), activistă socială, prima soție a lui Moshe Dayan
- Shmuel Dayan (Kitaigrodski) (1891–1968), agricultor, activist și politician social-democrat; tatăl lui Moshe Dayan, s-a transferat de la Degania la Nahalal
- Yael Dayan (n.1939), politiciană social-democrată și scriitoare, deputată in Knesset, fiica lui Moshe Dayan
- Pnina Gary (n 1927), actriță si regizoare de teatru
- Yehonatan Geffen (1947-2023), poet
- Amos Hadar (1923–2014), politician, deputat în Knesset
- Royi Kafri (n. 1985), comedian și muzician
- Aryeh Nehemkin  (n. 1925), agricultor și politician social-democrat, ministru al agriculturii
- Moshe Peled, general
- Amir Pnueli (1941–2009), om de computere
- Meir Shalev (1948-2023), scriitor și publicist,
- Hanna Szenes (1921-1944), poetă, eroină sionistă și antifascistă, a fost elevă la Școala agricolă de fete din Nahalal
- Shula Hen, cântăreață de muzică ușoară
- Shaul Mofaz - general și politician de centru, șef al statului major și ministru al apărării al Israelului

În cimitirul din Nahalal a fost înmormântat Ilan Ramon (care nu era din localitate), cel dintâi cosmonaut israelian, care a murit în catastrofa navetei spațiale Columbia in februarie 2003.